# Abdülhak Şinasi Hisar
Abdülhak Şinasi Hisar (Constantinopla, 14 de marzo de 1887- Estambul, 3 de mayo de 1963) fue un escritor turco.
Pasó su infancia en Rumeli Hisarı y estudió en el liceo de Galatasaray y más tarde ciencias políticas en París. A su regreso al Imperio otomano, trabajó para una compañía francesa y más tarde para Stines Mining Company y Regie des Tabacs.

## Obra
- Fahim Bey ve Biz (1941)
- Çamlıca’daki Eniştemiz (1944)
- Ali Nizami Bey’in Alafrangalığı ve Şeyhliği (1952)
- Boğaziçi Mehtapları (1942)
- Boğaziçi Yalıları (1954)
- Geçmiş Zaman Köşkleri (1956)
- Geçmiş Zaman Fıkraları (1958)
- Antoloji: Aşk imiş ..... (1955)
- İstanbul ve Pierre Loti (1958)
- Yahya Kemal’e Veda (1959)
- Ahmet Haşim : Şiiri ve Hayatı (1963)

## Biografías e información
- Orhan Pamuk – İstanbul – Hatıralar ve Şehir, 2003
- Louis Mitler - Contemporary Turkish Writers, Indiana University, Bloomington, 1988
- Necmettin Turinay: Necmettin Turinay, 1988

- Datos: Q318008